# Divina gràcia
pel programa de Catalunya Ràdio, vegeu "Estat de Gràcia (Catalunya Ràdio)"
Divina gràcia és un terme teològic present en diverses religions. Ha estat definit com la influència divina que afecta els humans per a regenerar-se i santificar-se, que inspira impulsos virtuosos i que ajuda a resistir les proves i temptacions; així com una virtut o excel·lència individual d'origen diví. Per una coincidència significativa, la paraula hebrea i la grega, traduïdes al llatí per gratia, designen la font del do i l'efecte del do.

## Cristianisme
Al cristianisme la gràcia és el favor gratuït i immerescut de Déu per a salvar als pecadors i atorgar benediccions. Els cristians ensenyen que la gràcia és un favor immerescut que Déu va lliurar a la humanitat quan va enviar el seu fill Jesús de Natzaret a morir en una creu per a la salvació eterna.
Aquesta definició no cobreix tots els usos de la paraula als textos del Nou Testament. Per exemple, a Lluc 2:40 hi diu que "L'infant creixia i s'enfortia, ple d'enteniment; i Déu li havia donat el seu favor." En aquest exemple, quan es fa servir la definició de la gràcia que significa un favor immerescut no té sentit que el Crist sense pecat necessités la gràcia, el que denota un sentit més ampli relacionat simplement en donar l'aprovació. A Plantilla:Cita Bíblia s'indica que l'orgull repel·leix la gràcia i a Plantilla:Cita Bíblia que la mansuetud l'afavoreix, el que denota que és un concepte ampli. James Ryle afirma que "la gràcia és la presència poderosa de Déu que et capacita per a ser el que Déu vol que siguis, i per a fer el que ell t'ha demanat que facis." Per la seva banda, Bill Gothard afirma que "la gràcia ens dona el desig i el poder que Déu ens dona per a fer la seva voluntat". Ambdues definicions són més àmplies i permeten donar sentit al terme als textos bíblics.
Al Nou Testament, la paraula traduïda com la gràcia és la paraula grega charis (en grec antic χάρις, pronunciat khar'-ece, que significa quelcom gratificant o bé manera o acte concret, literal, figuratiu o espiritual que influeix al cor i es reflecteix en la vida. Una paraula grega relacionada és carisma (do gratuït). Ambdósparaules es van originar d'una altra paraula grega, chairo (alegrar-se, estar content, encantat). A l'Antic Testament, en hebreu el terme utilitzat és chen, que Strong defineix com un "favor, gràcia o encant, és una qualitat moral de la bondat que mostra una disposició favorable". Chen es tradueix majoritàriament per gràcia i per favor, tot i que també es pot traduir per a preciósProverbis 17:08.
Dins del cristianisme hi ha diferents conceptes de la gràcia. Els catòlics i els protestants usen la paraula en formes diferents. És un dels aspectes que segons Ryrie divideix el catolicisme i el protestantisme, així com el calvinisme i l'arminianisme, o bé el liberalisme modern del conservadorisme. La doctrina catòlica ensenya que Déu ha impartit la Gràcia Divina a la humanitat, i utilitza els sagraments per facilitar la recepció de la seva gràcia. Els protestants, generalment, no comparteixen aquest punt de vista. A l'Església Catòlica Déu atorga un estat de gràcia pel baptisme en comptes de senzillament per la fe, i a través del sagrament de la penitència si s'ha comès un pecat mortal. Un pecat mortal fa perdre l'estat de gràcia encara que la gràcia de Déu segueixi actuant.

## Hinduisme
Les devocions hindú o la literatura sobre Bhakti de l'Índia i el Nepal té moltes referències a la gràcia, anomenada kripa en l'hinduisme, i que significa la clau requerida definitiva per a l'autorrealització espiritual Alguns, com l'antic savi Vashistha, a la seva obra clàssica Yoga Vasistha, considera que és l'única forma de transcendir l'esclavitud de la vida i assolir el karma.
El filòsof hindú Madhvacharya va sostenir que la gràcia no era un regal de Déu, sinó que s'havia de guanyar.

## Islam
Umar Sulaiman Al-Ashqar, degà de la Facultat de Dret islàmic a la Universitat Privada de Zarqa (Jordània), va escriure que "El paradís és una cosa d'immens valor, una persona no el pot guanyar en virtut de les seves obres només, sinó per la gràcia i la misericòrdia d'Al·là". Aquesta postura és recolzada per un hadit que afirma que segons segons Abu-Huraira, el profeta Muhàmmad va dir una vegada que "Cap de vosaltres pot entrar al Paradís només en virtut dels seus actes... ni tan sols jo, sinó que Déu m'ha d'embolicar en la seva gràcia i misericòrdia."